# Niels Kristensen (fodboldspiller)
 Der er flere personer med dette navn, se Niels Kristensen.
Niels Kristensen (født 24. april 1988) er en dansk tidligere fodboldspiller, der spillede for AGF, hvor han spillede frem til 2010.

## Karriere
Han kom fra den talentfulde årgang '88 fra AGF, der vandt DM i juniorligaen, hvor han spillede sammen med Michael Lumb, Morten Beck Andersen, Michael Vester, Anders Syberg, Jesper Blicher og Frederik Krabbe, som alle har haft debut på AGF's førstehold.
Ved den første træning efter sommerferien 2008 var han i et hændeligt uheld årsag til, at Ole Budtz brækkede sit venstre ben.
Niels Kristensen har også selv været skadet i flere omgange og har som følge heraf ikke spillet ret mange kampe for AGF's førstehold. Niels stoppede med at spille fodbold i januar 2010, pga. kroppen ikke kunne klare det mere.